# Голубянка длиннохвостая
Голубянка длиннохвостая, или голубянка гороховая (лат. Lampides boeticus) — маленькая бабочка из семейства голубянок. Единственный представитель рода Lampides.

## Этимология латинского названия
Бетика (историко-топонимическое) — древняя провинция Рима.

## Описание
Глаз покрыт редкими торчащими волосками. Длина переднего крыла 14—18 мм. Край передних крыльев прямой. Задние крылья также округлые с заметным хвостиком на жилке Cu2. Хорошо выражен половой диморфизм особей (сверху самцы сине-фиолетовые, самки сверху буроватые с синим основанием). Рисунок нижней стороны крыльев состоит из множества продольных серо-бежевых полос. На заднем крыле у анального угла расположен глазок, центрированный серебристо-голубыми чешуйками.

## Ареал

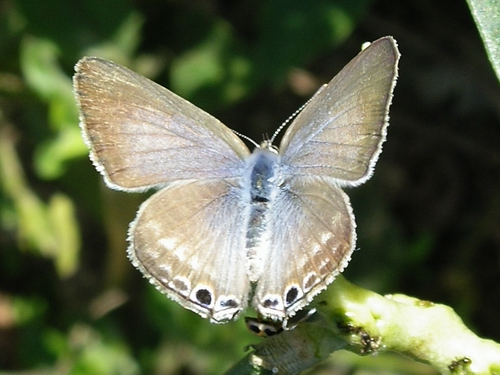
Самка

Распространена в тропическом и субтропическом поясе Евразии, Африки и Австралии.
На большей части Восточной Европы вид встречается только в качестве мигранта, не образуя постоянных популяций. Известны немногочисленные находки мигрирующих экземпляров в Польше, Словакии и Румынии. На Украине известны только единичные находки данного вида в Одесской, Полтавской, Черкасской областях, в окрестностях Днепра. Также вид регулярно отмечается в Крыму. На территории России мигрантные особи гороховой голубянки были найдены во многих областях, преимущественно в Поволжье, Предуралье и на Северном Кавказе. Самые северные находки мигрирующих особей этого вида были сделаны для европейской России в Московской области, Удмуртии, Башкортостане и др., в Сибири — окрестности Новосибирска (Советский район), Южное Приморье (полуостров Де Фриза), Кунашир (в 2023 году). Достаточно регулярно гороховая голубянка отмечается на черноморском побережье Кавказа. Имеет временные популяции у побережий Японского и Чёрного морей.
В горах поднимается до высоты 1700 м над уровнем моря.

## Места обитания
Обитает на участках с травянистой растительностью различных типов, каменистых склонах, пустырях, редколесьях, склонах, покрытых зарослями кустарниками, изредка — в парках, садах, сельхозугодьях, в зелёных насаждениях.

## Особенности биологии

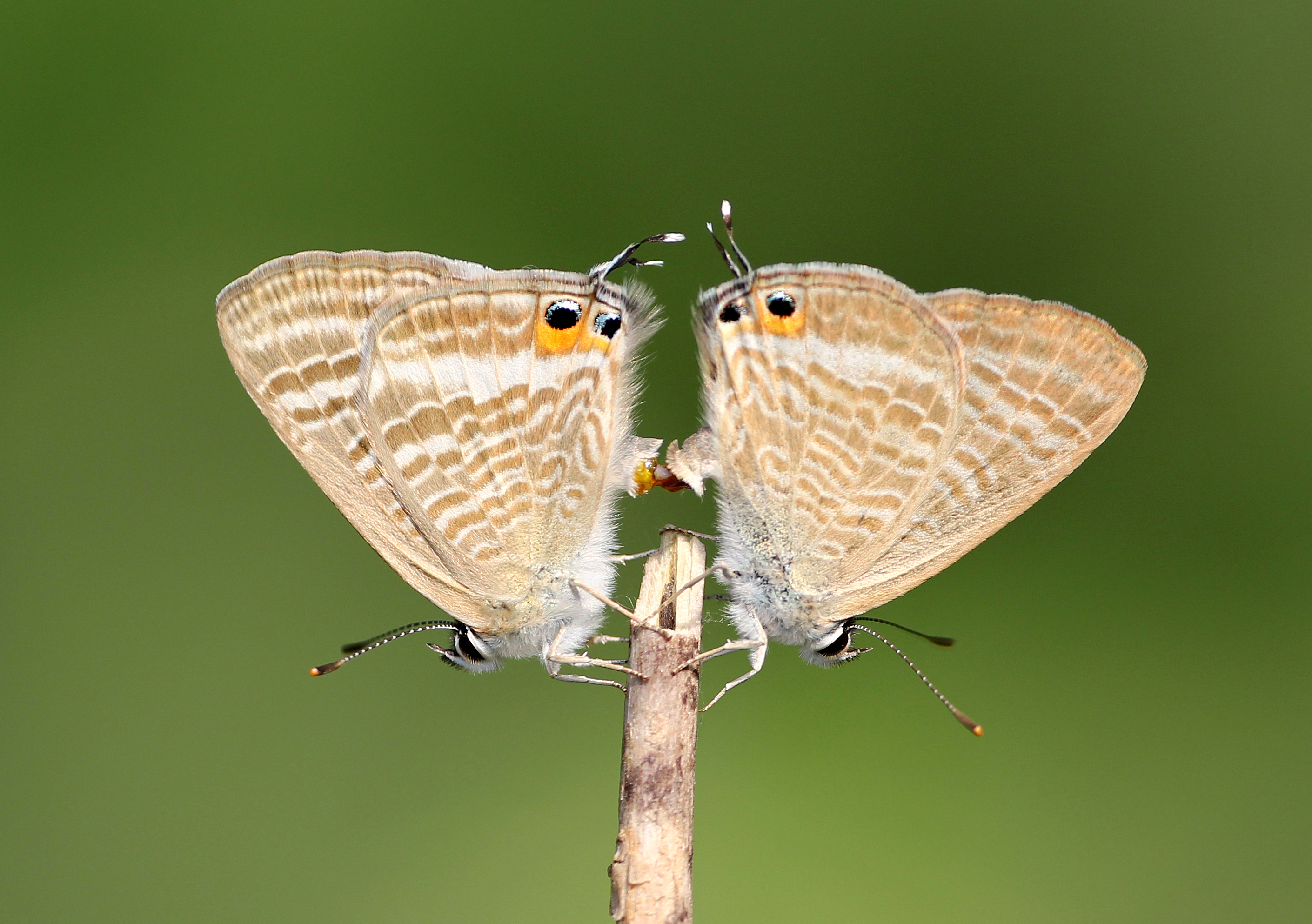
Спаривающаяся пара

На территории Восточной Европы бабочки встречаются преимущественно в конце лета и осенью. Частично они представлены мигрировавшими особями, а частично, возможно, потомством залетевших весной или в начале лета самок из субтропических регионов. Гусеницы питаются цветками и плодами различных видов бобовых. Окукливаются внутри плодов или на стеблях кормовых растений. Вид является мирмекофилом, связан с муравьями видов Lasius niger, Camponotus compressus, Camponotus cruetatus, Camponotus sylvaticus, Camponotus foreli, Prenolepis clandestina, Tapinoma melanocephalum и другими.

### Кормовые растения гусениц
Пузырник древовидный, пузырник (Colutea sp.), дрок (Genista sp.), фасоль обыкновенная, горох посевной.

## Экономическое значение
В странах субтропических регионов гороховая голубянка отмечена в качестве вредителя бобовых, в частности фасоли и гороха.